# رومان سلموف
رومان سلموف (بالروسية: Салимов, Роман Рафекович)‏ هو لاعب كرة قدم روسي في مركز الوسط، ولد في 24 مارس 1995 في Novyi Rozdil ‏ في أوكرانيا. لعب مع أرسنال تولا ونادي بلشينا بوبرويسك ونادي سلوتسك ونادي كوبان كراسنودار.

## وصلات خارجية
- رومان سلموف على موقع قاعدة بيانات كرة القدم.إي يو (الإنجليزية)
- رومان سلموف على موقع Soccerway.com (الإنجليزية)